# Domingo Ruano Carreño
Domingo Ruano Carreño (Las Palmas de Gran Canaria, 23 de febrer de 1910 - Las Palmas de Gran Canaria, 16 de maig de 2001) fou un futbolista canari de les dècades de 1930 i 1940.

## Trajectòria
Fou jugador del Marino FC i del Real Club Victoria, ambdós de Las Palmas, la seva ciutat natal. La temporada 1934-35 fitxà pel FC Barcelona, però només jugà dos partits oficials, un de lliga i un del campionat de Catalunya. A continuació fitxà pel Llevant UE, i després de la guerra civil jugà una temporada a l'Hèrcules CF i tres al CE Castelló, amb ambdós clubs a primera divisió.